# Carretera d'Hortoneda
La Carretera d'Hortoneda és una antiga pista rural reconvertida en carretera local asfaltada del terme municipal de Conca de Dalt, al Pallars Jussà, en terres dels pobles de Claverol, de l'antic terme de Claverol, i d'Hortoneda, de l'antic terme d'Hortoneda de la Conca.
Arrenca del mateix Claverol,cap al nord-est, però per tal d'arribar al seu destí ha de canviar sovint de direcció, per ajustar-se al territori per on passa. En el primer tram salva pel nord-oest el Canarill de Claverol, i va a cercar la partida dels Monts, que travessa i gira per tal de seguir el vessant nord del Canarill de Claverol i de les Pales de Claverol, passant per damunt dels Esclotassos. Arriba al davant -ponent- del Roc de Santa, on va a cercar la vall del barranc de Santa. Passa per sota i al nord-est del Roc de Llenasca i del Canarill d'Hortoneda, on travessa el barranc de Santa.
Tot seguit va a buscar l'Obaga del Safrà i la Costa d'Escoll-de-veu i, després de nombrosos revolts per tal de guanyar alçada, passa a ponent del Roc de Torrent Pregon i arriba al Coll de Veu, on torna a agafar cap a llevant, per fer el darrer tram cap a Hortoneda. Passa pel costat de migdia dels Trossos d'Escoll-de-veu i pel nord del Roc de Torrent Pregon. Just després supera la llau dels Pastors, deixa a llevant les partides de lo Montiell i la Font de l'Abat, i al nord la dels Trossos de la Font dels Malalts, arriba al Tros Pla, passa pel nord de la Coma dels Porcs i arriba a Hortoneda en vuit quilòmetres i mig.